# Инфиксная запись
Инфиксная нотация — форма записи математических и логических формул, в которой операторы записаны в инфиксном стиле между операндами, на которые они воздействуют (например, {\displaystyle 2+2}). Задача разбора выражений, записанных в такой форме, для компьютера сложнее по сравнению с префиксной (то есть {\displaystyle +\ 2\ 2}) или постфиксной ({\displaystyle 2\ 2\ +}). Однако эта запись используется в большинстве языков программирования как более естественная для человека.
В инфиксной нотации, в отличие от префиксной и постфиксной, скобки, окружающие группы операндов и операторов, определяют порядок, в котором будут выполнены операции. При отсутствии скобок операции выполняются согласно правилам приоритета операторов.
Инфиксная запись может отличаться от функциональной, где имя функции описывает какую-то операцию, а её аргументы являются операндами. Примером функциональной записи может быть {\displaystyle S(1,3)} в которой функция {\displaystyle S} означает операцию сложения: {\displaystyle S(1,3)=1+3=4}.